# Lavar a blanco al etíope
Lavar al etíope (o a veces mencionado como el moro negro) hasta que quede blanco es una de las fábulas de Esopo, a la que corresponde el número de registro 393 en el Perry Index. La fábula sólo está registrada en las fuentes griegas y la imposibilidad a la que hace referencia quedó en el lenguaje popular desde fechas antiguas. El tema de esta fábula se utilizó en gran medida en Europa durante el Renacimiento al ser incluida en varios libros de emblemas, pasando desde allí a la cultura popular. En ese ámbito se utilizó a menudo para hacer referencia a actitudes racistas.

## La fábula y su significado

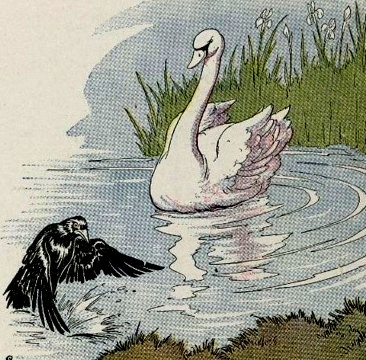
Ilustración de Milo Winter de la fábula asociada "El cuervo y el cisne", 1919

La historia trata sobre el dueño de un esclavo de tez morena que cree que él mismo ha sido mal cuidado por su antiguo dueño e intenta lavarlo para remover su negrura. Algunas versiones mencionan que el lavado continúa durante tanto tiempo que el pobre hombre enferma o incluso muere de un resfriado. En la antigüedad, la palabra griega Άιθιοψ (Aithiops) era utilizada para referirse a toda persona de tez negra; en una versión se menciona que el hombre es de la India (en esta versión el hombre se lava a sí mismo en un río).
El significado que normalmente se le da a esta fábula es que la naturaleza intrínseca de una persona no puede ser cambiada o, tal como Thomas Bewick lo presenta en su relato "The Blackamoor", "Lo que nace del hueso nunca podrá ser desprendido de la piel". Y luego menciona que "cuando los hombres aspiran a la eminencia en las diversas artes o ciencias, sin estar dotados con las capacidades o habilidades innatas para dichas lides, es solo un intento de lavar a blanco al etíope."
En los siglos XVIII y XIX, esta fábula fue utilizada para resaltar la idea de la inferioridad 'natural' del hombre de tez oscura, tanto en sus aspectos morales como sociales. Por lo que si bien la conclusión general de Bewick parece de naturaleza inocente, su oscuro mensaje entrelineas cuando se consulta la alusión que se hace a la fábula en The Pilgrim's Progress (1678). Allí los viajeros encuentran a los personajes llamados Fool y Want-Wit "lavando un etíope con la intención de tornarlo blanco, pero cuanto más lo lavaban más oscura era su piel. Por lo que le preguntaron a los viajeros que es lo que ello significaba. Y ellos les explicaron que: Así es como debe ser con las personas malas. Todos los medios que se utilicen para convertirlo en una persona de bien solo lograrán hacerlo más abominable."